# تپه‌کاری

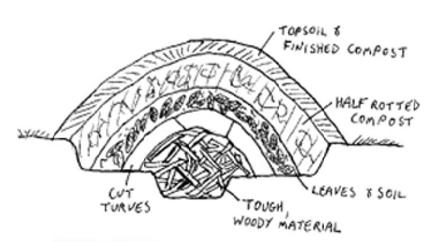
طرحی از لایه های مواد موجود در یک تپه کاری

تپه‌کاری (آلمانی: Hügelkultur) عبارت از عملیات دفن کردن حجم عظیمی از چوب‌های جنگلی برای افزایش قابلیت نگهداری آب در خاک است. ساختار متخلخل موجودیت چوب‌ها زمانیکه در زیر زمین پوسیده و تجزیه گردند، بسان اسفنج عمل خواهد کرد. توده‌های چوب دفن شده در طی فصول بارانی می‌توانند بمیزان کافی به جذب آب بپردازند و به حصول پایدار تولیدات گیاهی حتی در فصول خشک سال منتهی گردند. این تکنیک توسط پژوهندگان کشت پایا به نام‌های «سپ هولزر»، «توبی هیمین وی» و «ماسانوبو فوکوئوکا» ابداع گردیده‌است.